# Aube (Orne)
Aube ist eine französische Gemeinde mit 1.249 Einwohnern (Stand: 1. Januar 2022) im Département Orne in der Region Normandie. Sie gehört zum Arrondissement Mortagne-au-Perche und zum Kanton Rai. Die Einwohner werden Albins genannt.

## Geographie
Die Gemeinde Aube liegt an der Risle, der die nördliche Gemeindegrenze bildet im Nordosten des Départements Orne, sieben Kilometer westsüdwestlich von L’Aigle. Umgeben wird Aube von den Nachbargemeinden Rai im Norden und Nordosten, Écorcei im Osten und Südosten, Brethel im Süden, Le Ménil-Bérard im Süden und Südwesten, Saint-Hilaire-sur-Risle im Westen sowie Beaufai im Nordwesten.

## Bevölkerungsentwicklung
| Jahr                       | 1962 | 1968 | 1975 | 1982 | 1990 | 1999 | 2006 | 2013 | 2021 |
| Einwohner                  | 969  | 1296 | 1503 | 1757 | 1681 | 1540 | 1460 | 1337 | 1247 |
| Quellen: Cassini und INSEE |      |      |      |      |      |      |      |      |      |

## Sehenswürdigkeiten
- Kirche Notre-Dame aus dem 16. Jahrhundert, Monument historique
- Schloss Nouettes
- Eisenhütte von Aube aus dem 18. Jahrhundert, Monument historique

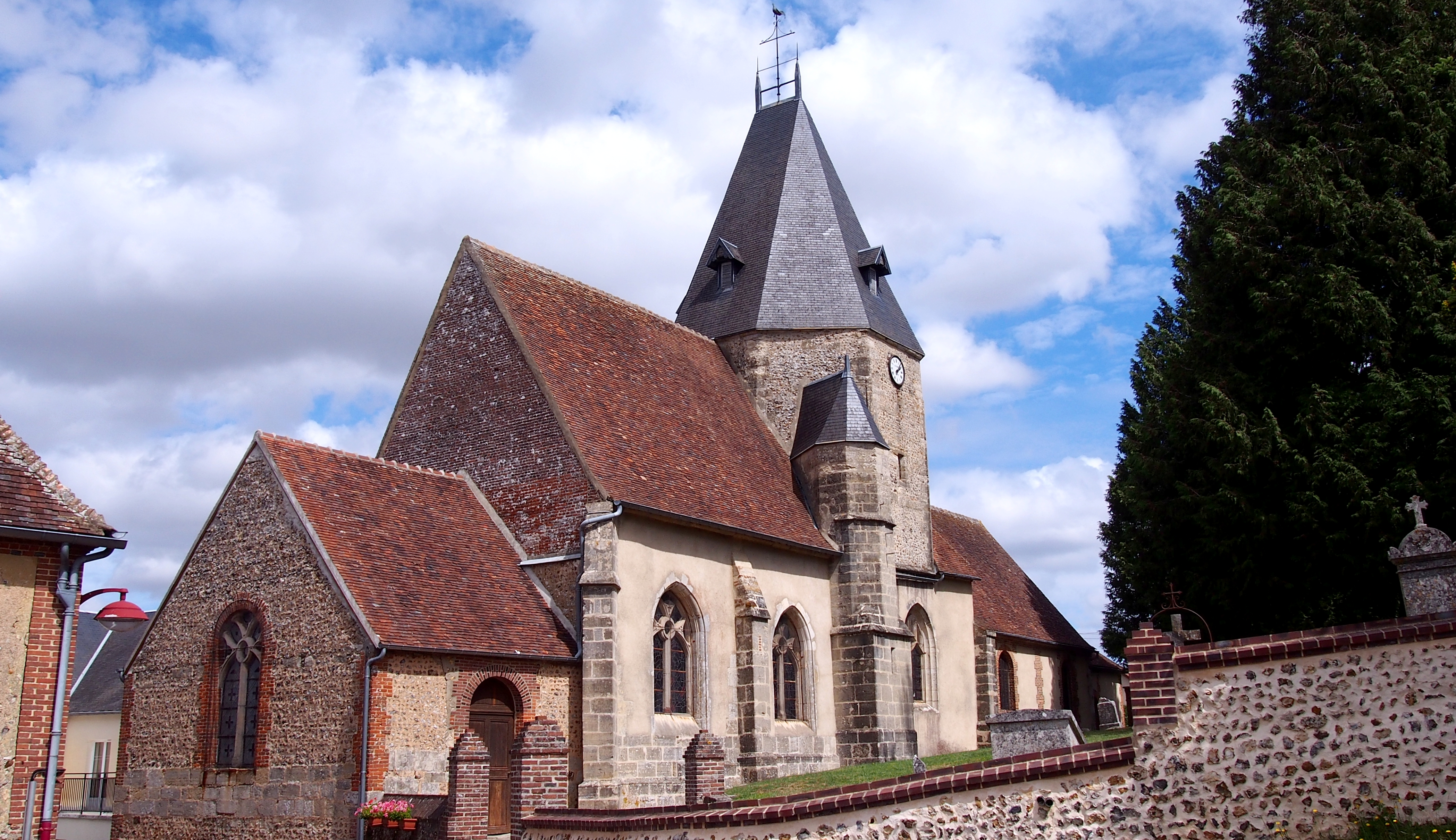
Kirche Notre-Dame
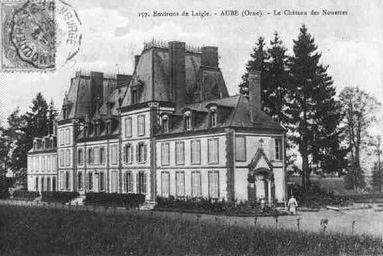
Schloss Nouettes
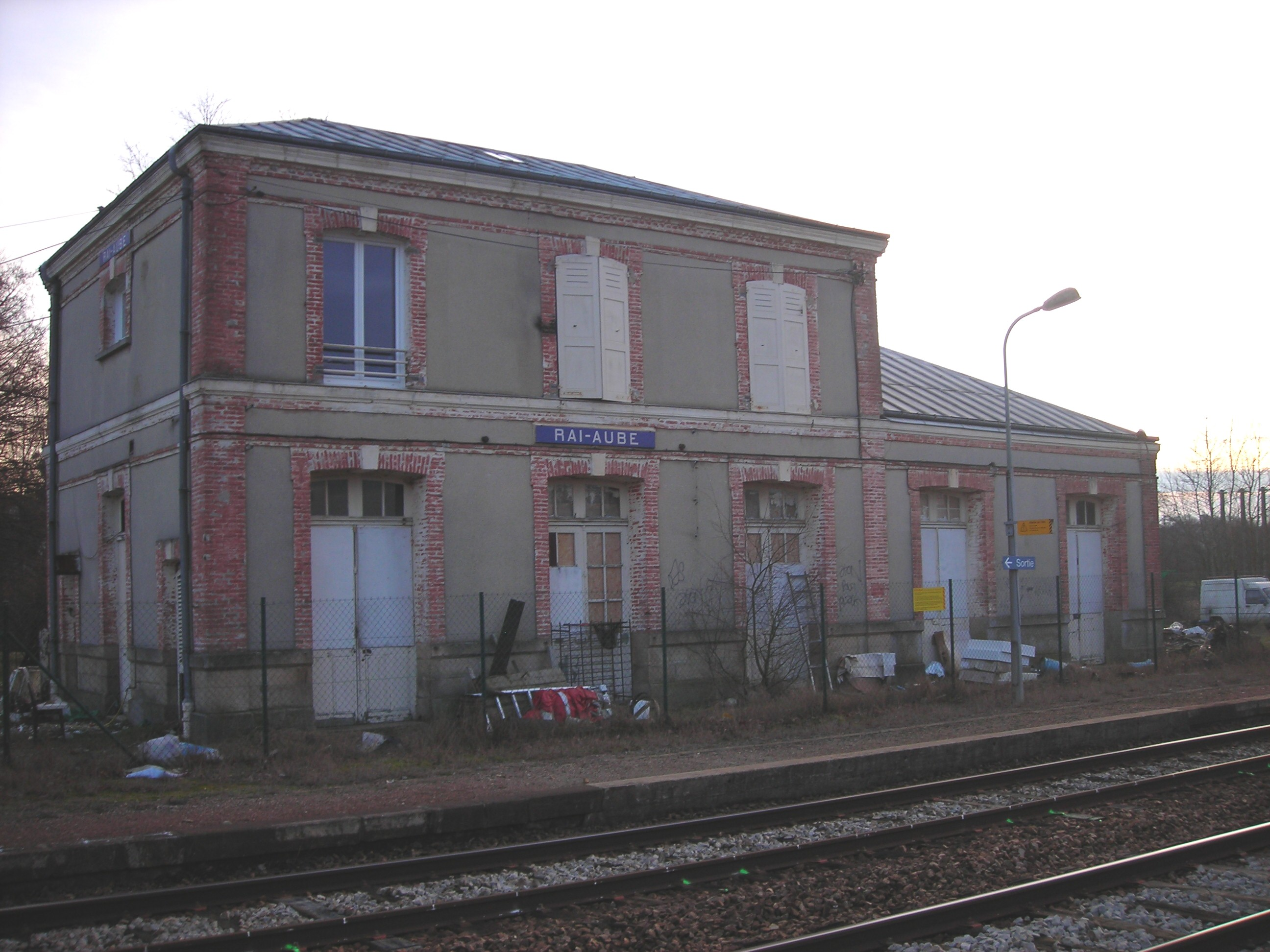
Bahnhof Rai - Aube

## Persönlichkeiten
- Sophie de Ségur (1799–1874), Schriftstellerin
- Marcel Mule (1901–2001), Saxophonist
- Serge Rousseau (1930–2007), Schauspieler

## Gemeindepartnerschaft
Mit der Ortschaft Strinz-Margarethä der deutschen Gemeinde Hohenstein in Hessen besteht seit 1974 eine Partnerschaft.